# Bernd Jochen Hilberath
Bernd Jochen Hilberath (* 29. Juni 1948 in Bingen) ist ein deutscher römisch-katholischer Theologe.

## Leben
Hilberath studierte von 1967 bis 1972 Philosophie und römisch-katholische Theologie an der Johannes Gutenberg-Universität Mainz und an der Ludwig-Maximilians-Universität München.
Von 1985 bis 1989 war er Professor für Dogmatik und Ökumenische Theologie an der Universität Mainz. Von 1989 bis 1992 war Hilberath Professor für Dogmatik und Fundamentaltheologie an der Katholischen Fachhochschule Mainz. Von März 1992 bis zu seiner Emeritierung 2013 war er Professor für Dogmatische Theologie und Dogmengeschichte an der Katholisch-Theologischen Fakultät der Eberhard Karls Universität Tübingen.
Hilberath ist verheiratet und hat vier Kinder.

## Schriften (in Auswahl)

### Publikationen in Buchform

#### Als Autor
- Geist-los? Geist, los! Erfahrungen - Nachdenken - Gespräche. Matthias Grünewald Verlag, Ostfildern 2023, ISBN 978-3-7867-3330-0.

- Dem Glauben trauen? Eine Ermutigung. Matthias Grünewald Verlag, Ostfildern 2016, ISBN 978-3-7867-3063-7.

- Bei den Menschen sein. Die letzte Chance für die Kirche, Ostfildern 2013, ISBN  978-3-7867-2970-9.
- Auf das Vor-Zeichen kommt es an. Vom Grund christlicher Hoffnung, Ostfildern 2012, ISBN 978-3-7867-2921-1.
- (zusammen mit Matthias Scharer), Kommunikative Theologie. Grundlagen - Erfahrungen - Klärungen (= Kommunikative Theologie, Band 15), Ostfildern 2012, ISBN 978-3-7867-2900-6 und ISBN 3-7867-2900-X.
- Jetzt ist die Zeit, Matthias-Grünewald-Verlag, Ostfildern 2010
- Orientalium ecclesiarum, Herder Verlag, Freiburg im Breisgau 2009
- Ökumene des Lebens als Herausforderung der wissenschaftlichen Theologie, Lembeck, Frankfurt am Main 2008
- Von der Communio zur kommunikativen Theologie, Berlin 2008
- Theologie im Gespräch, Lembeck, Frankfurt am Main 2006
- zusammen mit Matthias Scharer, Kommunikative Theologie. Eine Grundlegung (= Kommunikative Theologie, Band 1), Mainz 2002, ISBN 3-7867-2384-2.
- Der dreieinige Gott und die Gemeinschaft der Menschen. Orientierungen zur christlichen Rede von Gott. Theodor Schneider zum 60. Geburtstag (= Grünewald-Reihe), Mainz 1990, ISBN 3-7867-1476-2.
- Heiliger Geist - heilender Geist (= Grünewald-Reihe), Mainz 1988, ISBN 3-7867-1339-1.
- Der Personbegriff der Trinitätstheologie in Rückfrage von Karl Rahner zu Tertullians "Adversus Praxean" (= Innsbrucker theologische Studien, Band 17), Innsbruck, Wien 1986, (zugleich Hochschulschrift Universität Mainz, Habilitations-Schrift, 1984/85), ISBN 3-7022-1588-3.
- Theologie zwischen Tradition und Kritik. Die philosophische Hermeneutik Hans-Georg Gadamers als Herausforderung des theolischen Selbstverständnisses (= Themen und Thesen der Theologie)Düsseldorf 1978, (zugleich Hochschulschrift, Universität Mainz, Fachbereich 01 - Kath. Theologie, Dissertation, 1977 unter dem Titel Fundamentaltheologie und Hermeneutik), ISBN 3-491-77710-0.

#### Als Herausgeber
- (Hrsg., zusammen mit Peter Hünermann): Herders Theologischer Kommentar zum Zweiten Vatikanischen Konzil. 5 Bde., Freiburg 2004/5, ISBN 3-451-28561-4
- (Hrsg., zusammen mit Clemens Mendonca): Begegnen statt importieren. Zum Verhältnis von Religion und Kultur. (= Festschrift zum 75. Geburtstag von Francis X. D’Sa) Ostfildern 2011, ISBN 978-3-7867-2897-9.
- (Hrsg.): Wahrheit in Beziehung. Der dreieine Gott als Quelle und Orientierung menschlicher Kommunikation (= Kommunikative Theologie, Band 4), Mainz 2003, ISBN 3-7867-2453-9.
- (Hrsg., zusammen mit Johannes Kohl, Jürgen Nikolay): Grenzgänge sind Entdeckungsreisen. Lebensraumorientierte Seelsorge und kommunikative Theologie im Dialog.  Projekte und Reflexionen. (= Kommunikative Theologie, Band 14) Ostfildern 2011, ISBN 978-3-7867-2874-0.
- (Hrsg., zusammen mit Mahmoud Abdallah): Theologie des Zusammenlebens. Christliche und muslimische Beiträge. (Schriftreihe zum interreligiösen Dialog, Bd. 1) Osterfildern 2017.

### Beiträge in Sammelwerken
- Pneumatologie. In: Theodor Schneider (Hrsg.): Handbuch der Dogmatik, 5. Auflage Ostfildern 2013, ISBN 978-3-7867-2984-6, ISBN 3-7867-2984-0, und ISBN 3-491-69024-2, Band 1, Dritter Teil, Leben aus dem Geist, Seite 445–554.
- Gnadenlehre. In: Theodor Schneider (Hrsg.): Handbuch der Dogmatik, 5. Auflage Ostfildern 2013, ISBN 978-3-7867-2984-6, ISBN 3-7867-2984-0, und ISBN 3-491-69024-2, Band 2, Dritter Teil, Leben aus dem Geist, Seite 3–46.
- Dialog - Communio - Kommunikation. Stationen meines theologischen Weges. In: Matthias Scharer (Hrsg.), Brad E. Hinze (Hrsg.), Bernd Jochen Hilberath (Hrsg.): Kommunikative Theologie: Zugänge - Auseinandersetzungen - Ausdifferenzierungen / Communicative Theology: Approaches - Discussions - Differentiation, (= Kommunikative Theologie, Band 14), LIT-Verlag, Münster-Hamburg-Berlin-Wien-London-Zürich 2010, ISBN 978-3-643-50126-4, S. 10–20.